# Kostobobriv
Kostobobriv (en ukrainien : Костобобрів ; en russe : Костобобров) est un village du raïon de Semenivka, dans l'oblast de Tchernihiv, en Ukraine.

Photos
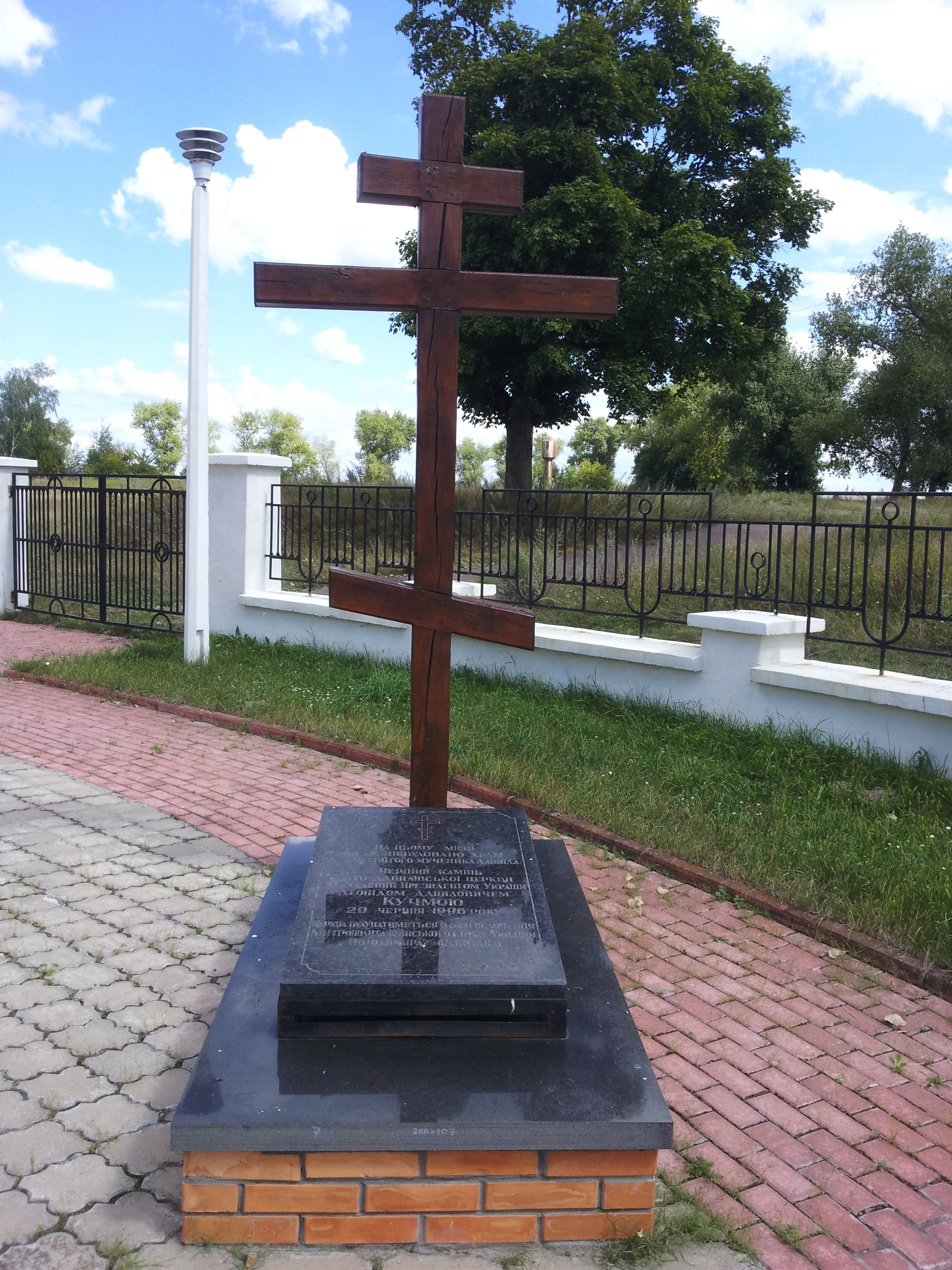
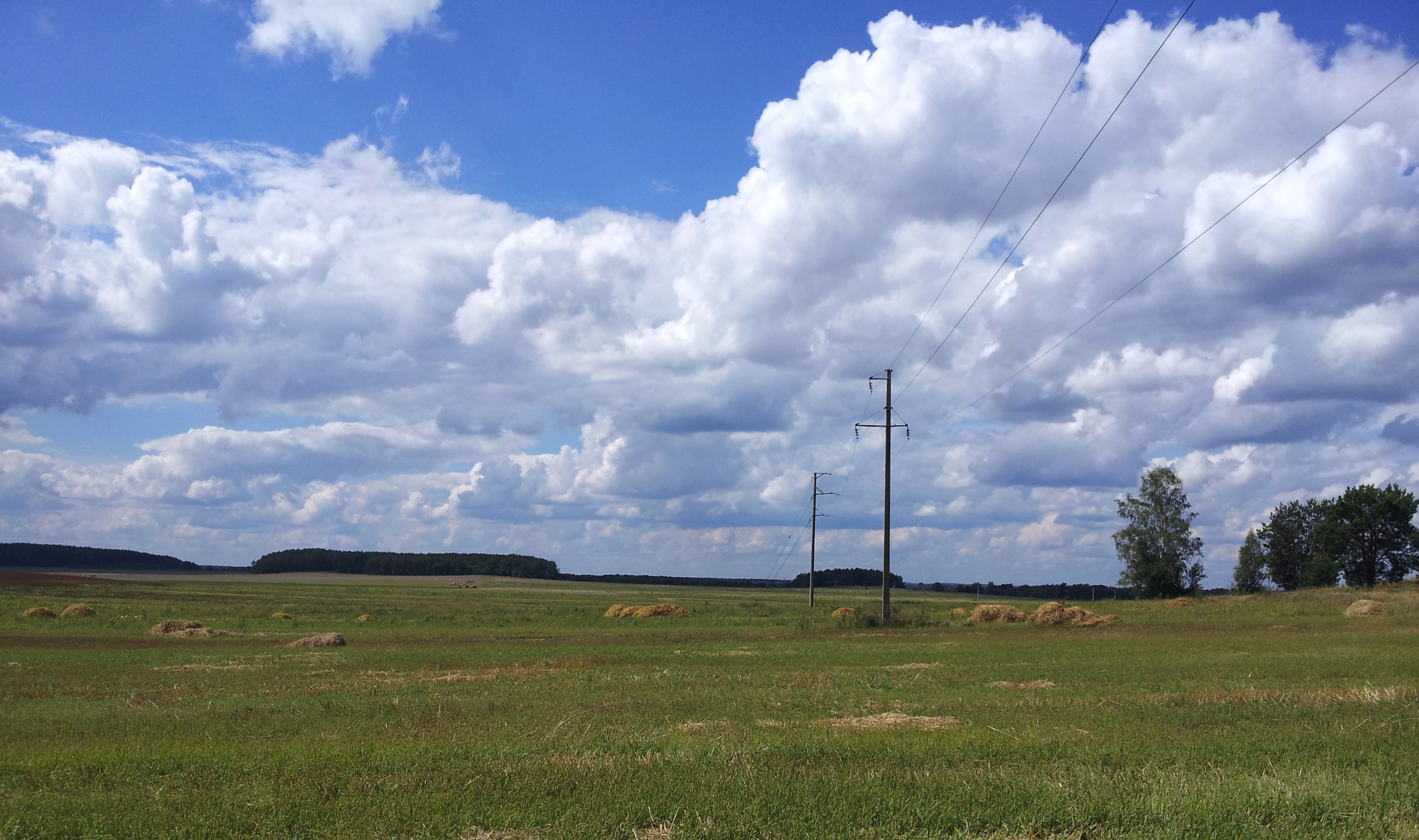
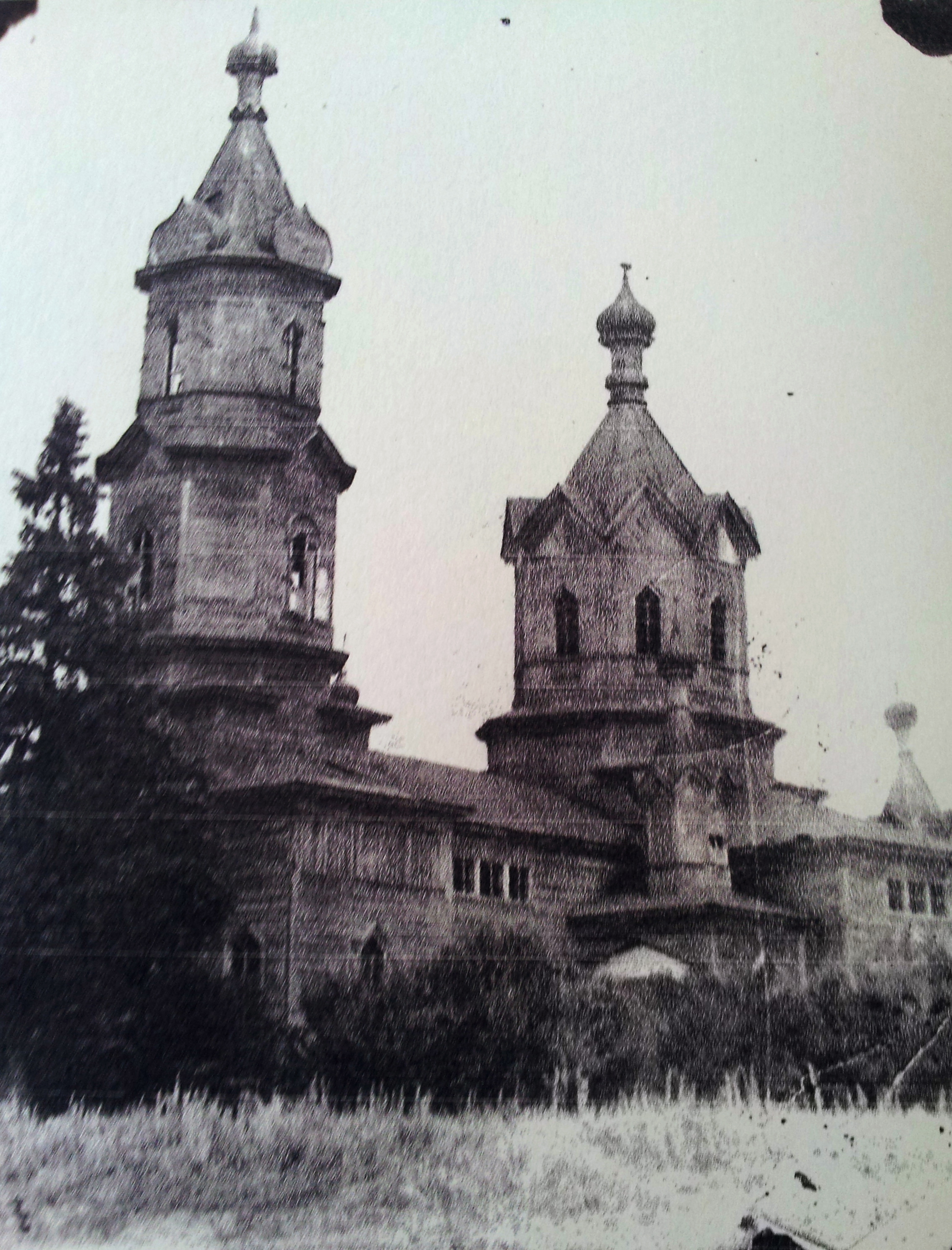

## Une famille Mazepa dans Kostobobriv

Une famille Mazepa
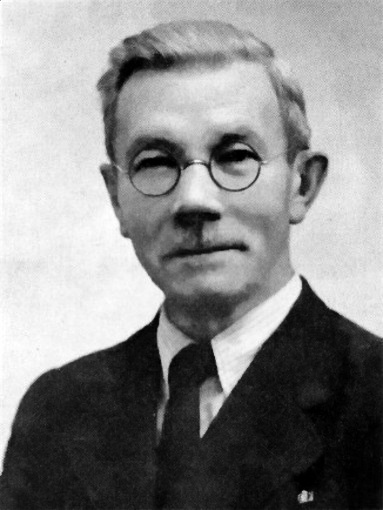
Isaac Mazepa.
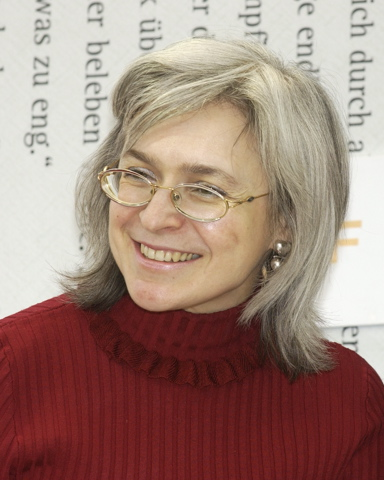
Anna Mazepa.
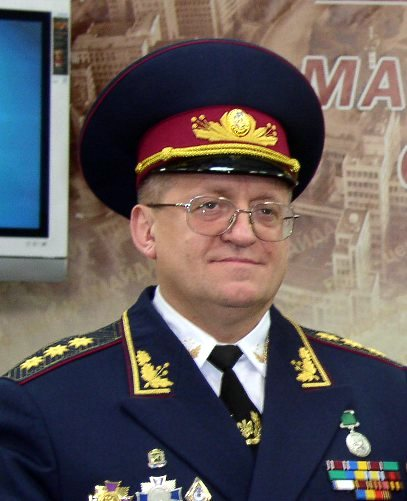
Mykola Mazepa[1].